# Albert Warner
Albert Warner, nascido Aaron Abraham Wonsal (Polônia, 23 de janeiro de 1883 — Miami, 26 de novembro de 1967) foi um dos fundadores da Warner Bros.. Ocupou a tesouraria da produtora desde a sua fundação, com seus irmãos, em 1924. Aposentou-se em 1956 e morreu em Miami no dia 26 de novembro de 1967.